# Alichtensia spinulosa
Alichtensia spinulosa är en insektsart som först beskrevs av Leonardi 1911.  Alichtensia spinulosa ingår i släktet Alichtensia och familjen skålsköldlöss. Inga underarter finns listade i Catalogue of Life.